# Henry Kaltenbrunn
Henry Kaltenbrunn (Vryburg, 15 maggio 1897 – 15 febbraio 1971) è stato un ciclista su strada e pistard sudafricano.

## Palmarès

### Olimpiadi
- Argento a Anversa 1920 nella corsa individuale.
- Bronzo a Anversa 1920 nell'inseguimento a squadre.